# OV Helsingborg
L’Olympic/Vikingarnas Helsingborg HK est un club de handball, situé à Helsingborg en Suède. 
Lors de la saison 2017/2018, le club est promu en Championnat de Suède.

## Histoire
Fondé en 1994, issue de la fusion entre deux anciens clubs du Vikingarnas IF et le HF Olympia. 
Le Vikingarnas IF, fondé en 1941, a remporté trois fois le Championnat de Suède en 1961, 1967 et en 1981. Par conséquent, il a entreprend trois parcours européens en Coupe des clubs champions où il réussit à chaque fois il est éliminé en quarts de finale : en 1961/1962 par les danois AGF Aarhus 19 à 21, en 1967/1968 par le Budapest Honvéd sur un total de 36 à 54 (18-34 et 18-20) et en 1981/1982 à nouveau par le Budapest Honvéd sur un total de 55 à 67 (28-27;27-40).
Le HF Olympia, fondé en 1963, a été moins performant puisqu'il a évolué en Championnat de Suède seulement entre 1977 et 1979.
L'OV Helsingborg atteint l'élite suédoise en 2007, 2009 et 2017, mais est à chaque fois immédiatement relégué au terme de la saison.

## Palmarès
- Championnat de Suède (3) : 1960-61, 1966-67, 1980-81 (en tant que Vikingarnas IF)

## Supporters
OV Ultras, un des groupes de supporters ultras du club.